# Grand Météore
Ne doit pas être confondu avec Grand météore de 1860.
Pour l’article homonyme, voir Monastère de la Transfiguration.
Le Grand Météore, ou monastère de la Transfiguration (grec moderne : Ιερά Μονή της Μεταμόρφωσης του Σωτήρος, Μεγάλο Μετέωρο), est un monastère chrétien orthodoxe, qui fait partie des monastères des Météores, situés en Grèce, dans la vallée du Pénée en Thessalie.
Situé à 534 mètres d'altitude, on y accède par des escaliers taillés dans le rocher.
Une première chapelle existait depuis le XIVe siècle, fondée par saint Athanase des Météores. Le monastère actuel a été fondé en 1536 et construit de 1545 à 1582 sur le type des églises du Mont Athos (à 3 conques et à double exonarthex). La chapelle primitive a été conservée et a été intégrée comme sanctuaire de la grande église décorée de fresques réalisées aux XVe et XVIe siècles.